# Iowa Colony, Teksas
Iowa Colony je naselje u američkoj saveznoj državi Teksas. Prema popisu stanovništva iz 2010. u njemu je živjelo 1.170 stanovnika.